# El Sacrificio, Ocozocoautla de Espinosa
El Sacrificio är en ort i Mexiko.   Den ligger i kommunen Ocozocoautla de Espinosa och delstaten Chiapas, i den sydöstra delen av landet, 600 km öster om huvudstaden Mexico City. El Sacrificio ligger 474 meter över havet och antalet invånare är 168.
Terrängen runt El Sacrificio är kuperad. Runt El Sacrificio är det ganska glesbefolkat, med 40 invånare per kvadratkilometer. Närmaste större samhälle är Raudales Malpaso, 13,7 km nordost om El Sacrificio. I omgivningarna runt El Sacrificio växer huvudsakligen savannskog.